# Хеннинг, Карл Вильгельм
Карл Вильгельм Хеннинг (нем. Karl Wilhelm Henning; 31 января 1784, Эльс, Силезия — 1867) — немецкий скрипач, композитор и дирижёр. Отец художника Адольфа Хеннинга.

## Биография
Жил и работал в Берлине. С 1807 г. играл на скрипке в оперном театре, с 1811 г. музыкант придворной капеллы, одновременно давал частные уроки игры на скрипке (в 1819 г. его учеником стал, в частности, Феликс Мендельсон, среди учеников Хеннинга был также Карл Фридрих Вейцман). В 1824—1826 гг. первый музыкальный руководитель только что открывшегося в Берлине Кёнигштедтского театра. В 1832 г. после смерти Эдуарда Рица возглавил концерты Филармонического общества. С 1833 г. член Прусской академии искусств. С 1840 г. королевский капельмейстер. В 1848 г. вышел на пенсию.
Опера Хеннинга «Дева-роза» (нем. Die Rosenmädchen; 1825), поставленная им самим в Кёнигштедтском театре, вызвала весьма сочувственный отзыв «Берлинской всеобщей музыкальной газеты». Среди других сочинений Хеннинга — оперы «Старый полководец» (нем. Der alte Feldherr; 1826, либретто Карла фон Хольтея) и «Сокровище Нибелунгов» (нем. Der Nibelungenhort; 1828), театральная музыка (в том числе музыка к мистерии Карла Лебрехта Иммермана «Мерлин», 1835), различные камерные произведения.
Хеннингу также принадлежит переложение увертюры Людвига ван Бетховена «Освящение дома» Op. 124 для фортепиано в четыре руки, опубликованное в 1824 году и вызвавшее публичный скандал: Бетховен выступил с протестом против публикации, заявив, что передавал Хеннингу партитуру только для исполнения (в концерте при открытии Кёнигштедтского театра).